# ロベルト・ディ・カンディド
ロベルト・ディ・カンディド（Roberto di Candido）は、ブラジル、サンパウロ市生まれ、藤原歌劇団所属のオペラ歌手である。声域はテノール。

## 来歴・人物
19歳でヨーロッパへ渡り、乗馬のインストラクターとして活動する中、声楽に興味を持ちM.グロエフリンに師事する。
2008年にオペラ「仮面舞踏会」リカルド役、2009年「イル・トロヴァトーレ」マンリーコ役で本格的にオペラデビューをする。
現在、国内外のオペラ、ガラコンサート等意欲的に出演している。イタリアオペラに限らず幅広い作品に触れ日々練磨を重ねている。子供の頃から習ってきた乗馬や剣道、居合道、弓道を活かし時代劇の殺陣や音響も手掛けている。山田洋次監督の時代劇「隠し剣鬼の爪」の決闘シーンの音響効果を担当した。